# Келінешть-Васілаке
Келінешть-Васілаке, Келінешті-Васілаке (рум. Călinești-Vasilache) — село у повіті Сучава в Румунії. Входить до складу комуни Дерменешть.

## Розташування
Село розташоване на відстані 372 км на північ від Бухареста, 18 км на північний захід від Сучави, 130 км на північний захід від Ясс.

## Історія
Давнє українське село Василяки на південній Буковині. За переписом 1900 року в селі було 57 будинків, проживали 239 мешканців (229 українців, 6 румунів, 4 німці). А на території фільварку був 1 будинок і проживали 4 мешканці (німці).

## Населення
За даними перепису населення 2002 року у селі проживала 241 особа, усі — румуни.
Рідною мовою назвали:
| Мова       | Кількість осіб | Відсоток |
| ---------- | -------------- | -------- |
| румунська  | 230            | 95,4%    |
| українська | 11             | 4,6%     |